# Filme B (portal)
- Se procura o rótulo usado para certos filmes de Hollywood, veja Filme B.

Filme B é um portal de internet especializado no mercado de cinema no Brasil. É o maior do gênero no país. Semanalmente, o Boletim Filme B informa os resultados das bilheterias dos fins de semana no Brasil e nos Estados Unidos, além de estatísticas e análises de comportamento da indústria cinematográfica. Referência para a imprensa nacional e internacional, o boletim já se tornou um veículo para consulta de dados e pode ser acessado por meio de uma assinatura anual. 

## Histórico
Desde 2000 publica o Database Brasil, banco de dados anual com os resultados finais do setor cinematográfico no país ano a ano, (de 2000 até 2011, e ano-base 2010). Em 2004, lançou a primeira edição do Database Mundo, um CD-ROM abrangendo o mercado internacional, com um resumo da legislação e dos principais números do mercado cinematográfico em 20 territórios. Em 2005, o Database Mundo ganhou uma edição revista e ampliada, com 30 territórios e, posteriormente, migrou para o portal, se transformando em mais um importante conteúdo. Sua última edição online foi em 2008.
Desde seu lançamento online, o portal Filme B já agregou vários conteúdos pertinentes ao mercado de cinema, como o do livro Quem é Quem no Cinema no Brasil (editado em 2002) com os perfis dos profissionais em atividade, que foi ampliado e atualizado. Na seção Gráficos e Tabelas são disponibilizados importantes dados para consulta e análise. Atualizado todas as terças-feiras, o Calendário de Lançamentos traz as estreias da próxima sexta-feira e uma previsão dos lançamentos do ano. A seção Filmes Nacionais em Produção, por sua vez, traz um apanhado dos filmes que estão sendo realizados no país. Constam, ainda, a agenda de eventos e festivais no Brasil e no mundo, uma relação de cursos para os interessados nos diversos segmentos do mercado de cinema e os contatos dos principais produtores, distribuidores e exibidores no Brasil. A Filme B ainda edita, anualmente, revistas especiais com distribuição gratuita em maio (durante o Show de Inverno), setembro (Festival do Rio) e novembro (Show Búzios).